# Jaime Jaquez Jr.

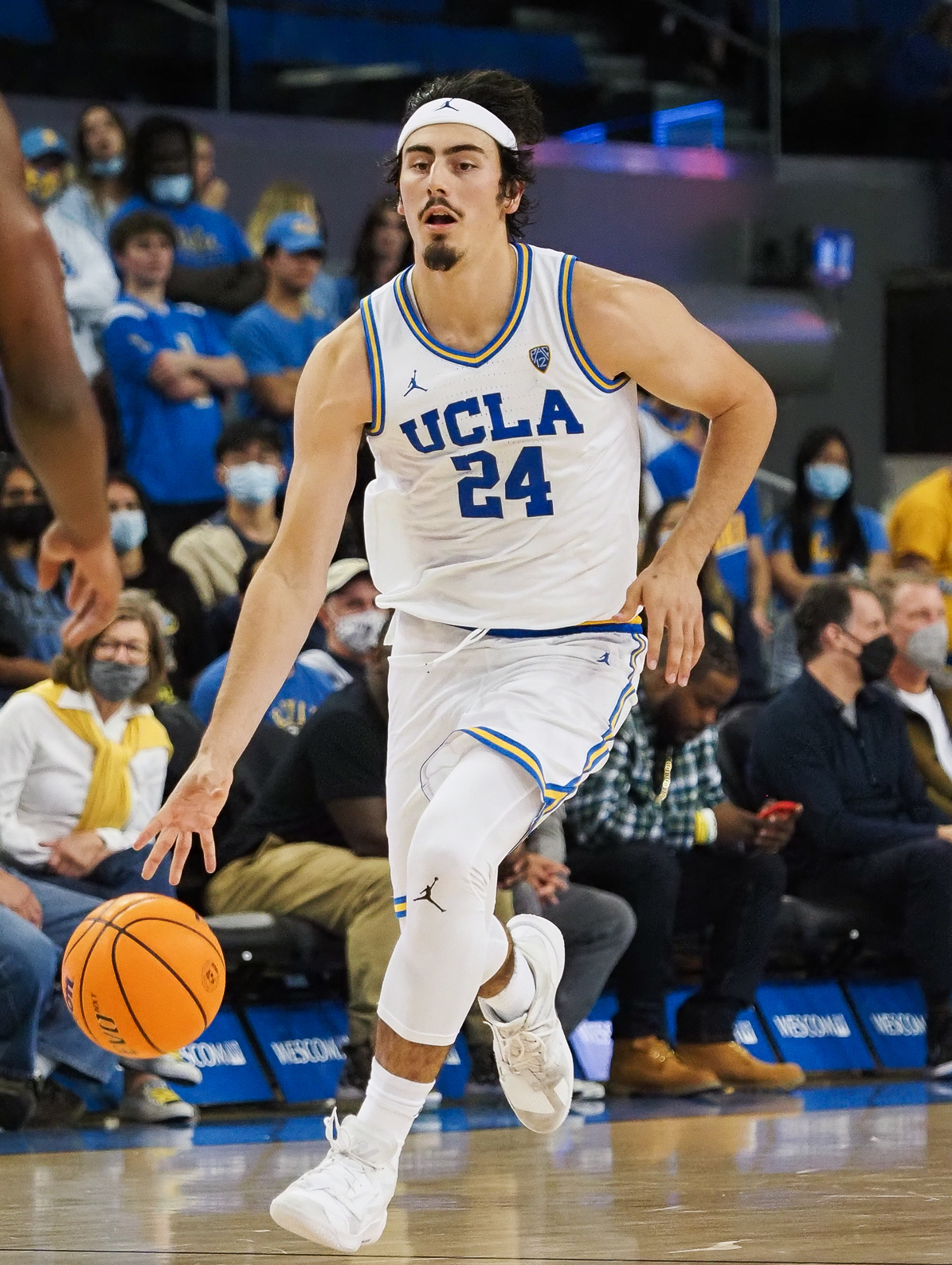
Jaime Jaquez Jr., 2021.

Jaime Jaquez Jr., född 18 februari 2001 i Irvine i Kalifornien, är en amerikansk professionell basketspelare (SF/SG) som spelar för Miami Heat i National Basketball Association (NBA).
Han draftades av Miami Heat i första rundan i 2023 års draft som 18:e spelare totalt.
Innan Jaquez blev proffs studerade han vid University of California, Los Angeles och spelade för universitetets idrottsförening UCLA Bruins.